# Theodor Fründt
Theodor Fründt (* 19. März 1897 in Krempe; † 20. Dezember 1984 in Kiel) war ein deutscher Jurist, SA-Führer und Politiker (NSDAP). Er war Hauptabteilungsleiter im Reichskommissariat Ostland, NSDAP-Reichstagsabgeordneter und Landrat des Kreises Herzogtum Lauenburg.

## Leben
Fründt meldete sich 1914 freiwillig vom Realgymnasium in Itzehoe als Soldat für den Ersten Weltkrieg, an dem er zuletzt im Rang eines Leutnants der Reserve durchgehend teilnahm. Im Juni 1919 legte er das Abitur ab. Von Mitte August 1918 bis April 1920 war er gehörte dem Freikorps Lichtschlag und anderen paramilitärischen Organisationen an. Zunächst nahm er ein Studium der Zahnmedizin an der Universität Münster auf. 1920 entschied er sich für ein Jurastudium und wechselte an die Universität Hamburg, später nach Kiel. Seine erste juristische Staatsprüfung absolvierte er 1924 in Kiel. Anschließend war er Gerichtsreferendar im Bezirk des Oberlandesgerichtes Kiel, ab 1928 Gerichtsassessor. Danach ließ er sich als Rechtsanwalt in Elmshorn nieder, wo er ab Mai 1933 auch als Notar wirkte.
Während des Jurastudiums organisierte er den Aufbau der rechtsradikalen Organisation Escherich im südlichen Schleswig-Holstein. Zum 1. August 1930 trat der Rechtsanwalt der NSDAP (Mitgliedsnummer 292.001) und der SA bei, bei der er unter anderem als Führer der SA-Standarte 31 wirkte. Er wurde Gauobmann der NS-Fachorganisation für Juristen (BNSDJ) und Mitglied der NSDAP-Gauleitung.
Bei der Reichstagswahl Juli 1932 und bei der Reichstagswahl November 1932 kam Fründt für die NSDAP in den Reichstag, wurde jedoch im März 1933 nicht wiedergewählt. Im April 1933 wurde er ohne demokratische Legitimation als Landrat des Kreises Herzogtum Lauenburg eingesetzt. Im Juni 1938 wurde er Personalreferent im Reichsinnenministerium.
Kurz vor Beginn des Zweiten Weltkrieges wurde er im Rang eines Hauptmanns der Reserve zur Wehrmacht eingezogen und kehrte im November 1939 zunächst auf seinen Posten im Reichsinnenministerium zurück. Nach dem Westfeldzug war er Verwaltungschef beim Militärbefehlshaber in Belgien und Nordfrankreich, zuvor hatte er diese Funktion bereits kurzzeitig in den besetzten Niederlanden innegehabt. Ab November 1940 war er wieder im Reichsinnenministerium tätig, wo er im April 1941 zum Ministerialdirigenten befördert wurde. Nach dem Überfall auf die Sowjetunion im Sommer 1941 wurde Fründt Mitarbeiter der Zivilverwaltung im Reichskommissariat Ostland, einem der Haupttatorte des Holocaust. Als Hauptabteilungsleiter Politik in Riga war Fründt mitverantwortlich für die Beteiligung der deutschen Verwaltungsstellen bei der Ausplünderung und Entrechtung der jüdischen Bevölkerung. Ende Januar 1942 stieg er zum SA-Brigadeführer auf, seinem höchsten SA-Rang. Im Mai 1942 schied er unter ungeklärten Umständen aus der Zivilverwaltung aus.
Anschließend war er zur Dienstleistung beim Oberpräsidenten der Provinz Westfalen abgeordnet, wo er unter anderem als stellvertretender Regierungspräsident und stellvertretender Reichsverteidigungskommissar Westfalen-Nord wirkte. Im Frühjahr 1943 wurde er vertretungsweise zum Regierungspräsidenten des Regierungsbezirkes Münster in Westfalen berufen. Nach Absetzung Karl-Friedrich Kolbows wurde er im August 1944 für einige Monate kommissarisch zum Landeshauptmann von Westfalen ernannt. Er war Mitglied des Volksgerichtshofs.
Im April 1945 wurde er von seinen Ämtern suspendiert und schließlich von den Alliierten verhaftet und interniert. Nach problemloser Entnazifizierung arbeitete er ab 1950 als Rechtsanwalt in Kiel. Er praktizierte bis ins hohe Alter und erhielt wenige Jahre vor seinem Tod 1984 die Glückwünsche des damaligen Justizministers für seine "grossen Verdienste um die Rechtspflege". Ein Versuch der Strafverfolgung in der Bundesrepublik scheiterte: 1968 ermittelte die Staatsanwaltschaft Kiel wegen der Massenmorde im Reichskommissariat Ostland gegen Fründt und andere. Das Verfahren wurde allerdings 1971 eingestellt.